# Newtonskalan
Newtonskalan är en temperaturskala som uppfanns av Isaac Newton omkring år 1700. Newtonskalans nollpunkt (0 °N) är vid fryspunkten precis som Celsiusskalan. Kokpunkten för vatten däremot, motsvarar 33 °N.

## Konvertering
| Enhet      | Från Newton                  | Till Newton                    |
| ---------- | ---------------------------- | ------------------------------ |
| Celsius    | [°C] = [°N] × 100⁄33         | [°N] = [°C] × 33⁄100           |
| Fahrenheit | [°F] = [°N] × 60⁄11 + 32     | [°N] = ([°F] − 32) × 11⁄60     |
| Kelvin     | [K] = [°N] × 100⁄33 + 273.15 | [°N] = ([K] − 273.15) × 33⁄100 |
| Rankine    | [°R] = [°N] × 60⁄11 + 491.67 | [°N] = ([°R] − 491.67) × 11⁄60 |